# Clemens von Ketteler
Il barone Clemens August Freiherr von Ketteler (Münster, 22 novembre 1853 – Pechino, 20 giugno 1900) è stato un diplomatico tedesco, ucciso durante la ribellione dei Boxer.

## Biografia
Ketteler proveniva da una nobile famiglia del Münsterland.
Dopo la laurea a Münster e Coesfeld nel 1873, Ketteler entrò nell'esercito prussiano e vi rimase in servizio finché non gli fu permesso di entrare nel corpo diplomatico tedesco nel 1882.
Tra il 1880 e il 1889 fu interprete presso i consolati tedeschi di Canton (Guangzhou) e Tientsin. Dopo aver lavorato nel Ministero tedesco per gli Affari Esteri per un breve periodo, venne inviato a Washington, D.C. dal 1892 al 1896 e poi in Messico dal 1896 al 1899.

### La morte a Pechino
Tornò in Cina nel 1899 in qualità di plenipotenziario tedesco a Pechino, da dove tentò invano di sottolineare quanto fosse pericolosa la situazione per gli europei. Il 12 giugno 1900, quando i Boxer si mossero verso il centro della città e bruciarono le chiese cristiane, Ketteler reagì ordinando alle guardie dell'ambasciata tedesca di dar loro la caccia. Il 14 giugno i soldati della Marina tedesca respinsero i Boxer che tentavano di sfondare le barricate, e uccisero una ventina di loro.

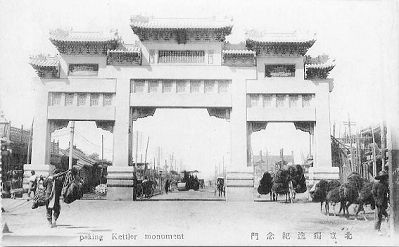
Per volere della Germania fu eretto, fra il 1901 e il 1903, nel luogo dell'assassinio, a Pechino, un arco di trionfo (in foto: Ketteler-Denkmal) con le scritte in latino, tedesco e cinese in ricordo del barone von Ketteler.
Poco prima che la Germania firmasse l'armistizio al termine della Grande Guerra il monumento fu abolito, ricollocato in nuova sede e rinominato Arco per la protezione della Pace.
Attualmente è ancora esistente e visibile.

Il 17 giugno il Kansu Braves, un corpo di truppe cinesi musulmane, attaccò Ketteler e i suoi marinai tedeschi alle Legazioni. Dopo che alcune pietre vennero lanciate contro i tedeschi dai cinesi musulmani, Ketteler disse ai suoi uomini di sparare alle truppe musulmane.
Ketteler attaccò inoltre brutalmente un civile cinese senza alcuna ragione, e colpì un ragazzo che era con lui dopo averlo portato alle Legazioni; Ketteler poi sparò al ragazzo, uccidendolo.
Il 18 giugno, le truppe tedesche catturarono un civile cinese sospettato di essere un boxer nel centro della città e lo portarono al Quartiere delle Legazioni, dove venne imprigionato. La folla che si raccolse più tardi per chiedere il rilascio dell'uomo venne fatta disperdere dal fuoco delle guardie austro-ungariche: furono molti i feriti. Il 19 giugno, ricevuta la notizia dell'attacco ai Forti di Taku da parte dell'Alleanza delle otto nazioni, l'imperatrice cinese Cixi ordinò immediatamente alle legazioni che i diplomatici e tutti gli altri stranieri avrebbero dovuto abbandonare Pechino sotto la scorta dell'esercito cinese entro 24 ore.
Nella mattina del 20 giugno, Ketteler, insieme al suo interprete e ad altre persone, si diresse verso il Yamen Zongli (il Ministero degli Affari Esteri), accompagnato da una scorta armata.
All'estremità occidentale dello Xizongbu Hutong, a solo un isolato di distanza dal ministero, il gruppo venne attaccato. Ketteler morì nel successivo scontro a fuoco, ucciso deliberatamente dal capitano manciù En Hai per vendicare il ragazzo assassinato da Ketteler. En Hai si consegnò alle forze alleate di occupazione, e venne decapitato a Pechino il 31 dicembre 1900.